# Antonio Di Gennaro (matematico)
Antonio Di Gennaro o De Gennaro (1676 – 1751) è stato un matematico italiano.

## Opere
- (LA) Theoremata geometrica caeteris disciplinis utiliora demonstrata, Neapoli, typis Felicis Mosca, 1714.